# Janie Jones (película)
Janie Jones es una película estadounidense del 2010 dirigida por el escritor y director David M. Rosenthal. Está protagonizada por Alessandro Nivola, Elisabeth Shue, Brittany Snow, y Abigail Breslin la cual interpreta a la joven adolescente que da el nombre a la película. La película hace un amplio uso de la música original creada por Gemma Hayes y Eef Barzelay en donde es cantada e interpretada por Abigail Breslin y Alessandro Nivola. Se estrenó en el Festival Internacional de Cine de Toronto el 17 de septiembre de 2010.

## Argumento
Una vieja gloria del rock ya olvidada debe responsabilizarse de su hija de 13 años recientemente descubierta. El protagonista conoce que ella existe y que es fruto de una relación pasada con una ‘grupi’. Esta se lo dice y él deberá asimilar la información y comportarse como un verdadero padre. 
El hilo conductor será la música Rock&Roll y, a través de un conmovedor viaje, ambos se conocerán y tratarán de recuperar el tiempo perdido.

## Personajes
La película está protagonizada por:
- Abigail Breslin es Janie Jones.
- Brittany Snow es Iris.
- Alessandro Nivola es Ethan Brand.
- Elisabeth Shue es Mary Ann Jones.
- Peter Stormare es Sloan.
- Joel Moore es Dave.
- Frances Fisher es Lily.
- Frank Whaley es Chuck.
- Rodney Eastman es Billy.

## Banda sonora
La banda sonora de la película fue lanzada el 11 de octubre de 2011. Incluía canciones escritas por la cantante y compositora irlandesa, Gemma Hayes y por el estadounidense de origen israelí, Eef Barzelay. Las canciones del disco son realizadas por Abigail Breslin, Aleesandro Nivola, William Fitzsimmons y Gemma Hayes.